# 1916 en aéronautique
Chronologie de l'aéronautique
- 1912
- 1913
- 1914
- 1915
- 1916
- 1917
- 1918
- 1919
- 1920

Cet article présente les faits marquants de l'année 1916 en aéronautique.

## Évènements

### Janvier
- 29 janvier : raid aérien allemand sur Paris. Deux dirigeables mènent ce bombardement.

- 30 janvier : nouveau raid aérien allemand sur Paris. Un dirigeable engagé.

- 31 janvier : raid aérien allemand sur Liverpool. Neuf dirigeables mènent ce bombardement occasionnant 70 morts et 113 blessés. À la suite de ce bombardement, la Cour Criminelle du Staffordshire déclare l'empereur Guillaume coupable de meurtre avec préméditation.

### Mars
- 21 mars : naissance en France de l'escadrille « N 124 » qui devient la célèbre escadrille La Fayette le 6 décembre. Elle est constituée à l'origine par sept aviateurs américains engagés volontaires que dirigent deux officiers français. Il faudra attendre 1918 pour voir d'autres aviateurs américains sur le front.

### Avril
- L'escadrille française « N 3 » adopte la Cigogne pour emblème.

- 25 avril : nouveau raid aérien allemand sur Londres. Neuf dirigeables mènent ce bombardement.

### Mai
- 2 mai : entrée en service de l’avion de chasse Nieuport 17 dans l’escadrille française 57.

- 7 mai : premier raid aérien allemand nocturne sur Londres.

- 28 mai : premier vol du chasseur britannique Sopwith Triplan.

### Juin
- 13 juin : premier bombardement aérien allemand sur Londres menés par des avions : 14 « Gotha » engagés. Le bilan du bombardement est lourd pour les Londoniens : 162 morts et 426 blessés.

- 18 juin :
  - l'as allemand Max Immelmann, surnommé l'aigle de Lille, meurt au cours d'un combat aérien contre un FE.2b du Squadron 25 piloté par le Lieutenant Mc Cubbin;
  - « Miracle de Pantin ». Deux avions français se télescopent au-dessus de Pantin, s'encastrant l'un dans l'autre. Les appareils désormais liés l'un à l'autre descendent en vrille, et se « posent » entre un arbre et une maison, en restant suspendus, évitant ainsi le crash. Les quatre occupants des deux avions n'ont pas une égratignure!

- 29 juin : premier vol du « Boeing B&W », premier appareil sorti des usines Boeing.

### Août
- août : premier vol du « de Havilland DH4 ».

### Septembre
- 2 septembre : premier dirigeable allemand abattu au-dessus de l'Angleterre.
- 9 septembre : premier vol du Bristol F.2.
- 15 septembre : première attaque combinant avions et véhicules blindés. Les Britanniques utilisent cette stratégie à Flers-Courcellette.
- 17 septembre : à bord d'un Albatros D.II, Manfred von Richthofen signe sa première victoire aérienne.
- 23 au  24 septembre : raid aérien allemand nocturne sur Londres. Douze dirigeables mènent cette attaque.
- 24 au 25 septembre : nouveau raid aérien allemand nocturne sur Londres. Un seul dirigeable mène cette attaque.
- 25 au 26 septembre : nouveau raid aérien allemand nocturne sur Londres. Un seul dirigeable mène cette attaque.

### Octobre
- 28 octobre : Oswald Boelcke, un des grands as allemands, meurt en opération à la suite d'une rupture de la voilure de son Albatros après une collision en vol avec un autre appareil allemand.

### Novembre
- 21 novembre : premier vol du Breguet XIV.

- 27 novembre : premier raid aérien allemand sur Londres mené par des hydravions.